# نونو تريستاو
نونو تريستاو (بالبرتغالية: Nuno Tristão) هو مستكشف برتغالي عمل خلال القرن الخامس عشر على استكشاف أفريقيا الغربية لصالح الإمبراطورية البرتغالية وفي تجارة العبيد من هذه المنطقة وتصديرهم إلى أوروبا، ويرتبط اسمه في الذاكرة الجماعية في البرتغال باستكشاف غينيا وغينيا بيساو والتي أصبحت فيما بعد مستعمرة برتغالية وذلك بطلب من الإمبراطور هنري الملاح.